# 胡信 (天順進士)
胡信（1432年—？），字宗實，直隸鎮江府丹徒縣人，明朝政治人物。進士出身。

## 生平
應天府鄉試第九十二名。天順元年（1457年）丁丑科會試第二百九名，殿試登進士第二甲第七十三名。

## 家族
曾祖胡繼先。祖父胡德原，曾任封給事中。父亲胡清，曾任浙江右參政。